# فالماسكل
فالماسكل (بالفرنسية: Valmascle)‏ هي بلدية تقع في فرنسا في Canton of Clermont-l'Hérault. يقدر عدد سكانها بـ 44 نسمة ومساحتها 6.99 كم2 وترتفع عن سطح البحر 210 متر.